# Internationale Niedersachsen-Rundfahrt der Junioren 2017
Die Internationale Niedersachsen-Rundfahrt der Junioren 2017 fand vom 28. bis 30. Juli 2017 bei einer Länge von 285,30 km in Wallenhorst und Bramsche statt.

## Verlauf
Etappe 1 hatte eine Länge von 66,30 km, wobei der Sieger eine Geschwindigkeit von 42,52 km/h an den Tag legte. Der Norweger Jonas Iversby Hvideberg gewann die Etappe in 1:34:02 Stunde vor seinen zeitgleichen Landsmännern Søren Wœrenskjold und Olav Hjemsaeter. Die restliche Top 10 wurde ausgefüllt von dem Dänen Mattias Skjelmose Jensen, dem Briten Louis Rose-Davies, den beiden Niederländern Thymen Arensman und Tim Naberman und den drei Norwegern Daniel Arnes, Idar Andersen und Martin Urianstad. Die Etappe 2a war ein Zeitfahren mit einer Länge von 10,50 km, wobei der Sieger eine Geschwindigkeit von 47,73 km/h an den Tag legte. Die Top 3 bestanden aus den beiden Norwegern Andreas Leknessund und Søren Wœrenskjold und dem Deutschen Juri Hollmann. Søren Wœrenskjold schaffte es bereits zum zweiten Mal in Folge in die Top 3 und Olav Hjemsaeter, Thymen Arensman und Idar Andersen erreichten zum zweiten Mal in Folge die Top 10. Etappe 2b hatte eine Länge von 94,20 km, wobei der Sieger eine Geschwindigkeit von 43,71 km/h an den Tag legte. Der Belgier Arne Marit gewann die Etappe in 2:09:18 Stunde vor dem zeitgleichen Dänen Johan Langballe und dem ebenfalls zeitgleichen Luxemburger Ken Conter. Søren Wœrenskjold und Olav Hjemsaeter fuhren zum dritten Mal und Arne Marit zum zweiten Mal in Folge in die Top 10. Louis Rose-Davies und Martin Urianstad schaffte es zum zweiten Mal insgesamt in die Top 10. Etappe 3 hatte eine Länge von 114,30 km, wobei der Sieger eine Geschwindigkeit von 41,82 km/h an den Tag legte. Die Top 3 bestanden aus dem Belgier Jens Vanoverberghe, dem Dänen Ludvig Anton Wacker und dem Deutschen Niklas Märkl. Søren Wœrenskjold fuhr zum vierten, Arne Marit zum dritten und Niklas Märkl und der Brite Stephen Dent zum zweiten Mal in die Top 10.
Nach Etappe 1 war die Top 10 der Gesamt- war gleich mit der der Tageswertung, bis auf Louis Rose-Davies und Thymen Arensman, die Positionen tauschten. Nach Etappe 2a verloren Søren Wœrenskjold, Olav Hjemsaeter und Idar Andersen jeweils zwei Positionen, blieben aber alle in der Top 10. Mattias Skjelmose Jensen, Louis Rose-Davies, Jonas Iversby Hvideberg, Tim Naberman und Martin Urianstad verloren deutlich mehr Plätze und rangierten sich zwischen Platz 13 und 98 ein, während Daniel Arnes nicht zur Etappe antrat. Thymen Arensman war der einzige Fahrer aus der Top 10, der sich verbessern konnte, wobei auch Andreas Leknessund und Arne Marit aus einer Top-30-Position in die Top 10 kamen. Die Deutschen Kilian Rietzler, Dominik Röber und Juri Hollmann und der Däne Jacob Hindsgaul verbesserten sich von Rang 57, 87, 108 und 112 nach Etappe 1 in die Top 10. Nach Etappe 2b verloren Andreas Leknessund und Juri Hollmann jeweils sieben Positionen, blieben aber beide in der Top 10. Arne Marit, Dominik Röber, Kilian Rietzler und Jacob Hindsgaul Madsen verloren zwischen drei und sieben Plätze, womit Platz zwölf bis 15 in der Gesamtwertung zu Buche stand. Innerhalb der Top 10 konnten sich Søren Wœrenskjold, Olav Hjemsaeter, Thymen Arensman und Idar Andersen um zwei, drei, eine und vier Position auf die Platz eins bis drei und sechs nach vorne schieben. Mattias Skjelmose Jensen, Louis Rose-Davies und Tim Naberman kehrten, vorher zwischen Position 13 und 43 platziert, in die Top 10 zurück. Zu Etappe 3 trat Idar Andersen nicht an, Andreas Leknessund, verbesserte um zwei und Juri Hollmann, Tim Naberman und der Niederländer Alexander Konijn stiegen um jeweils eine Position auf Rang acht bis zehn auf. Søren Wœrenskjold, Olav Hjemsaeter, Thymen Arensman, Jonas Iversby Hvideberg, Mattias Skjelmose Jensen und Louis Rose-Davies hielten ihre Position in der Gesamtwertung.
Jonas Iversby Hvideberg führte von Etappe 1 bis 2a und Søren Wœrenskjold von Etappe 2b bis 3 die Punktewertung an. Søren Wœrenskjold war nach Etappe 1 bis 3 der Führende der Nachwuchswertung. Olav Hjemsaeter führte von Etappe 1 bis 3 die Bergwertung an.